# ベアトリス・アット・ディナー
『ベアトリス・アット・ディナー』（原題：Beatriz at Dinner）は2017年にアメリカ合衆国とカナダで公開されたドラマ映画である。監督はミゲル・アルテタ、主演はサルマ・ハエックが務めた。

## ストーリー
マングローブが生い茂る湿地帯で、ベアトリスという名前の女性がボートに乗っていた。彼女は岸辺で白いヤギに遭遇した。しかし、それは夢であった。不思議な気分のまま起床したベアトリスは、そのまま仕事場のマッサージセンターへ向かった。ベアトリスはお得意様のキャシーの家に行き、そこで彼女に施術した。施術中、ベアトリスは「近所の住人に私の飼っていたヤギが殺された。どうしようもなく悲しい。」と愚痴をこぼした。ベアトリスは自動車で帰宅しようとしたが、エンジンが付かなかった。自動車を修理してくれる友人が来るのを待っていたベアトリスは、キャシーに夕食会に誘われた。キャシーの夫であるグラントは見知らぬ人間が夕食会に参加することに文句を言ったが、妻の説得で渋々了承することになった。
シャノンとアレックスが到着するやいなや、グラントはすぐに商売の話を始めた。その頃、ベアトリスはキャシーの家の中を見物していた。その後、全ての招待客が揃ったので、キャシーは彼/彼女らにベアトリスを紹介した。キャシーは「私たちの娘、タラが癌になりましたとき、ベアトリスが治療をサポートしてくれたんですよ。」と言った。修理してくれる人間が朝まで来られないことを知ったベアトリスは、そのままキャシーの家に一泊することにした。
その頃、ダグ、アレックス、グラントはダグの回顧録のタイトルについてアイデアを出し合っていた。ダグはベアトリスをメイドと勘違いしてしまったが、彼女は特に気にしなかった。ベアトリスが「どこかでお会いしましたよね」とダグに尋ねたところ、彼は「私は有名人なので、あちこちで私の顔を見たことがあるでしょう。」と答えた。夕食の最中、ダグは新しいビジネスのアイデアを語り始めた。アレックスは「反対する人が多そうだぞ」と言ったが、ダグはそれを笑ってやり過ごした。その後、ベアトリスは自分の人生について語り始め、若い頃にメキシコからアメリカにやって来たときの苦労話をした。ダグが「アメリカには合法的な手段で入国したのですか」などと言い出したため、場の雰囲気は気まずくなったが、その後も夕食会は続いた。ベアトリスはダグに「私の生まれ故郷でホテルを経営しておられる方ですよね」と尋ねたが、ダグはそのホテルの存在を知らなかった。しかし、ダグは「その場所で別のホテルを経営している」と言った。
その後も会話が続いたが、ベアトリスとダグの間に思わぬ因縁があったことが明るみに出てしまった。

## キャスト
- サルマ・ハエック - ベアトリス
- クロエ・セヴィニー - シャノン
- コニー・ブリットン - キャシー
- ジェイ・デュプラス - アレックス
- ジョン・リスゴー - ダグ・ストラット
- エイミー・ランデッカー - ジーナ
- デヴィッド・ウォーショフスキー - グラント
- ジョン・アーリー - エヴァン

## 製作
2016年8月1日、ミゲル・アルテタ監督の新作にサルマ・ハエック、ジョン・リスゴー、クロエ・セヴィニー、コニー・ブリットン、ジェイ・デュプラス、ニナ・アリアンダが出演するとの報道があった。同じ日には、クリスティーン・ヴェイコンとアーロン・L・ギルバートが本作の製作に携わることになったという報道もあった。27日、降板したアリアンダの代役として、エイミー・ランデッカーが起用された。
本作の主要撮影は2016年8月15日にカリフォルニア州で始まり、同年9月3日に終了した。

## 公開
2017年1月23日、本作はサンダンス映画祭でプレミア上映された。その直後、ロードサイド・アトラクションズとフィルムネイション・エンターテインメントが本作の全米配給権を、エレベーション・ピクチャーズが本作の全加配給権を獲得したと報じられた。

## 興行収入
2017年6月9日、本作は全米5館で限定公開され、公開初週末に14万1959ドルを稼ぎ出し、週末興行収入ランキング初登場24位となった。6月30日には全米683館にまで公開規模が拡大され、週末に105万ドルを稼ぎだし、週末興行収入ランキング16位となった。

## 評価
本作は批評家から好意的に評価されている。映画批評集積サイトのRotten Tomatoesには106件のレビューがあり、批評家支持率は75%、平均点は10点満点で6.5点となっている。サイト側による批評家の見解の要約は「サルマ・ハエックとジョン・リスゴーの力強くて厚みのある演技によって、『ベアトリス・アット・ディナー』はタイムリーな社会批評となっている。」となっている。また、Metacriticには36件のレビューがあり、加重平均値は68/100となっている。
『バラエティ』のオーウェン・グレイバーマンは「『ベアトリス・アット・ディナー』は小品ではあるが、エレガントかつ手際の良い作品である。サルマ・ハエックの見事な演技を前面に出している。」と称賛している。一方、『ハリウッド・レポーター』のレスリー・フェルペリンは本作に否定的な評価を下しており、「欠陥のある作品だ。余りにも大雑把かつ散漫なので、観客の心を的確につかむことができていない。」と述べている。